# Greg Kadel
Greg Kadel (* im 20. Jahrhundert in Pennsylvania) ist ein US-amerikanischer Modefotograf und Produzent von Werbefilmen.

## Leben
Kadel wuchs in Pennsylvania auf und zog später zum Studium der Meeresbiologie und der Kunst nach New York City. Dort besuchte er die Long Island University und später die Long Island Art School. Erst nach dem Studienabschluss widmete er sich seiner Leidenschaft, dem Fotografieren und Filmemachen.
Kadels Fotoarbeiten sind bisher in vielen Modezeitschriften und Lifestylepublikationen erschienen. dazu gehören Vogue in verschiedenen Ländern, Harper’s Bazaar, Allure und viele mehr. Zu seinen Models gehört auch die Brasilianerin Izabel Goulart, die Schweizerin Ronja Furrer oder das estnische Model Karmen Pedaru.
Für Mode- und Kosmetikfirmen weltweit fotografiert oder produziert Kadel Werbefilme. Seine Kunden sind z. B. Valentino, Louis Vuitton, L’Oréal und ihre Tochterfirma Biotherm, die amerikanische Kleidungsfirma Express, Hermès, Marina Rinaldi, Max Mara, Calvin Klein, Victoria’s Secret, Shiseido oder Salvatore Ferragamo.
Kadel fotografierte auch bekannte Persönlichkeiten wie zum Beispiel Britney Spears, den Künstler Maurizio Cattelan oder die Schauspielerin Megan Fox.
Kadel pendelt zurzeit (2015) zwischen New York City, Paris und Los Angeles.